# Лесная песня (фильм, 1961)
«Лесная песня» (укр. Лісова пісня) — советский художественный фильм режиссёра Виктора Ивченко, вышедший на киностудии им. А. Довженко в 1961 году. Экранизация одноимённой драмы-феерии украинской писательницы Леси Украинки.
Премьера состоялась 7 августа 1961 года.

## Сюжет
Парень и девушка на берегу реки листают книгу Леси Украинки «Лесная песня». Чтение переносит молодых людей на Полесье, где разворачивается действие драмы.
В волшебном лесу встречаются мифологические персонажи и люди. Игра деревенского парня Лукаша на сопилке пробуждает от сна лесную девушку Мавку. Между ними возникает любовное чувство. Ради Лукаша Мавка уходит из своего лесного царства к людям. Мать Лукаша настороженно относится к Мавке. По её настоянию Лукаш женится на вдовице Килине, чем причиняет невыносимую боль Мавке, её забирает «Тот, кто в скале сидит». Леший проклинает Лукаша за измену и превращает его в волка.
После смерти дядьки Льва Лукаш-волк мечется по лесу, своим криком возвращает Мавку из забытья. Она прощает Лукаша, и тот снова становится человеком.
В надежде увидеться с Лукашем Мавка приходит к его дому, где встречается с Килиной, и та проклинает её. Мавка превращается в плакучую иву. Домой возвращается Лукаш, и сын Килины просит его сыграть на дудке. Звучит мелодия, которая познакомила его с Мавкой. Дудка поёт голосом Мавки, а Килина уговаривает Лукаша срубить иву. Получив отказ, пытается сделать это сама. Мавку спасает появившийся Перелесник.
Лукаш уходит в лес, где встречает видение Мавки. Воспоминания о весне и любви в осенней ночи покрываются снегом. Лукаш неподвижно сидит под берёзой… Финальные слова книги дочитывает девушка на берегу, поглаживая своего парня по голове.

## В ролях
- Раиса Недашковская — Мавка
- Владимир Сидорчук — Лукаш
- Пётр Вескляров — дядя Лев
- Владимир Рудин — Леший
- Валерий Квитка — Перелесник
- Варвара Губенко — мать Лукаша
- Раиса Пироженко — Килина
- Раиса Дорошенко — Водяная русалка
- Ада Роговцева — Полевая русалка
- Леонид Марченко — Куц (молоденький чертик-паныч)
- Н. Таенко — Водяной
- Е. Харченко — Лихорадка
- Владимир Максименко — «Тот, кто в скале сидит»
- Дети Килины:
  - Боря Воблый
  - Юра Баранцев
- Потерчата:
  - Ира Семко
  - Серёжа Шиман

## Съёмочная группа
- Автор сценария: Виктор Ивченко
- Режиссёр-постановщик: Виктор Ивченко
- Оператор-постановщик: Алексей Прокопенко
- Художник-постановщик: Владимир Агранов
- Композитор: Игорь Шамо
- Грим: Я. Гринберг
- Костюмы: Я. Добровольская
- государственный оркестр УССР
  - Дирижёр: Вениамин Тольба
- Директор картины: М. Ротлейдер

## Признание и награды
- 1961 — Победитель конкурса газеты «Советская культура»[1]
  - Лучший оператор года (Алексей Прокопенко)
  - Лучший художник года (Владимир Агранов)

## О фильме
Первую попытку экранизации «Лесной песни», крайне театрального произведения, совершил человек, хорошо знакомый со сценой, — режиссёр Львовского театра имени Заньковецкой Виктор Ивченко. К 1961 году он уже восемь лет работал на киностудии Довженко, и одной из его заветных идей было перевести пьесу Леси Украинки на киноязык. Известно его высказывание: «В кино я пришёл ради того, чтобы снять «Лесную песню». Идея экранизации появилась с тех времён, как Виктор Ивченко на сцене Львовского театра им. М. Заньковецкой ставил «Лесную песню», где сам играл Перелесника.
Задуманное осуществилось в 1961 году, когда на экраны вышел фильм, впоследствии признанный особой вехой в истории украинского кино. При этом только что вышедшую на экраны киноверсию спектакля «Лесная песня» критики относили к своеобразному направлению, соединившему два искусства — кино и театр, а такие работы, как правило, критиковали за чрезмерную театральность (условность актёрской игры, декорации и пр.) и в то же время — за отсутствие живого контакта со зрителем. Помимо того, Ивченко стал одним из первых театральных режиссёров, которые, взявшись за камеру, начали пользоваться возможностями кино, такими как натурные съёмки, различные точки съёмки и т.п.

Киноверсии спектаклей «Назар Стодоля» и «Лесная песня», принадлежащие к своеобразному направлению, которое соединило два искусства — кино и театр, критиковали скорее как сочетание их недостатков: «театральности» (прежде всего условности актёрской игры, декораций), с одной стороны, и нехватки живого контакта со зрителем — с другой. В отечественном кинематографе оно расцвело из-за недостатка творческих кадров (результат сталинской политики); так, кинопространство заполняли отснятыми на плёнку концертами, спектаклями, даже цирковыми выступлениями… Если сначала переносили на пленку спектакли с такими малопригодными для кино атрибутами, как резкий грим и театральные декорации, то в дальнейшем стали использовать возможности кино: натурные съемки, различные точки съемки и т.д.— Бабишкін О. К. Українська література на екрані. – К.: Радянський письменник, 1966. – С. 77–80 (укр.)
Пробы на роль Мавки проходили знаменитые актрисы:

Когда меня вызвали на пробы по Лесе Украинке, я была уверена, что это моя стихия, прекрасная роль, такой светлый образ. Уже после кастинга в костюмерной я увидела молодую девушку, которая готовилась к пробам после меня. И тут я обратила внимание на удивительное лицо, это было очень юное создание с прекрасными большими глазами, и такой лик, что оторвать взгляд было невозможно. Впоследствии я узнала, что это Рая Недашковская, она сыграла у Ивченко, и лучшей Нимфы, на мой взгляд, быть не могло.— Лариса Кадочникова
Мавка—Недашковская, после выхода фильма получившая всесоюзную славу, была на момент съёмок 18-летней танцовщицей в ансамбле при Дворце пионеров:

Ивченко к нам в ансамбль пришёл не просто так — ему посоветовали пойти, посмотреть на одну индианку, вдруг подойдет. На второй день меня приглашают на студию. «Это ваши волосы?» — «Мои» — «Ну, покажите». Я расплела косу. А у меня длинная коса была. Для Нимфы это очень важно, ни один парик это не заменит».— Раиса Недашковская
Для юной Раи Недашковской дебютной стала не только роль в кино: первый в её жизни поцелуй оказался запечатлён на плёнку в эпизоде с исполнителем роли Лукаша Владимиром Сидорчуком.
После украинской премьеры фильма — во Львове в Театре им. М.Заньковецкой — Владимир Данченко подписал открытку Раисе Недашковской: «Рости, рости, тополенько, все вгору та вгору…»